# Wilhelmspalais

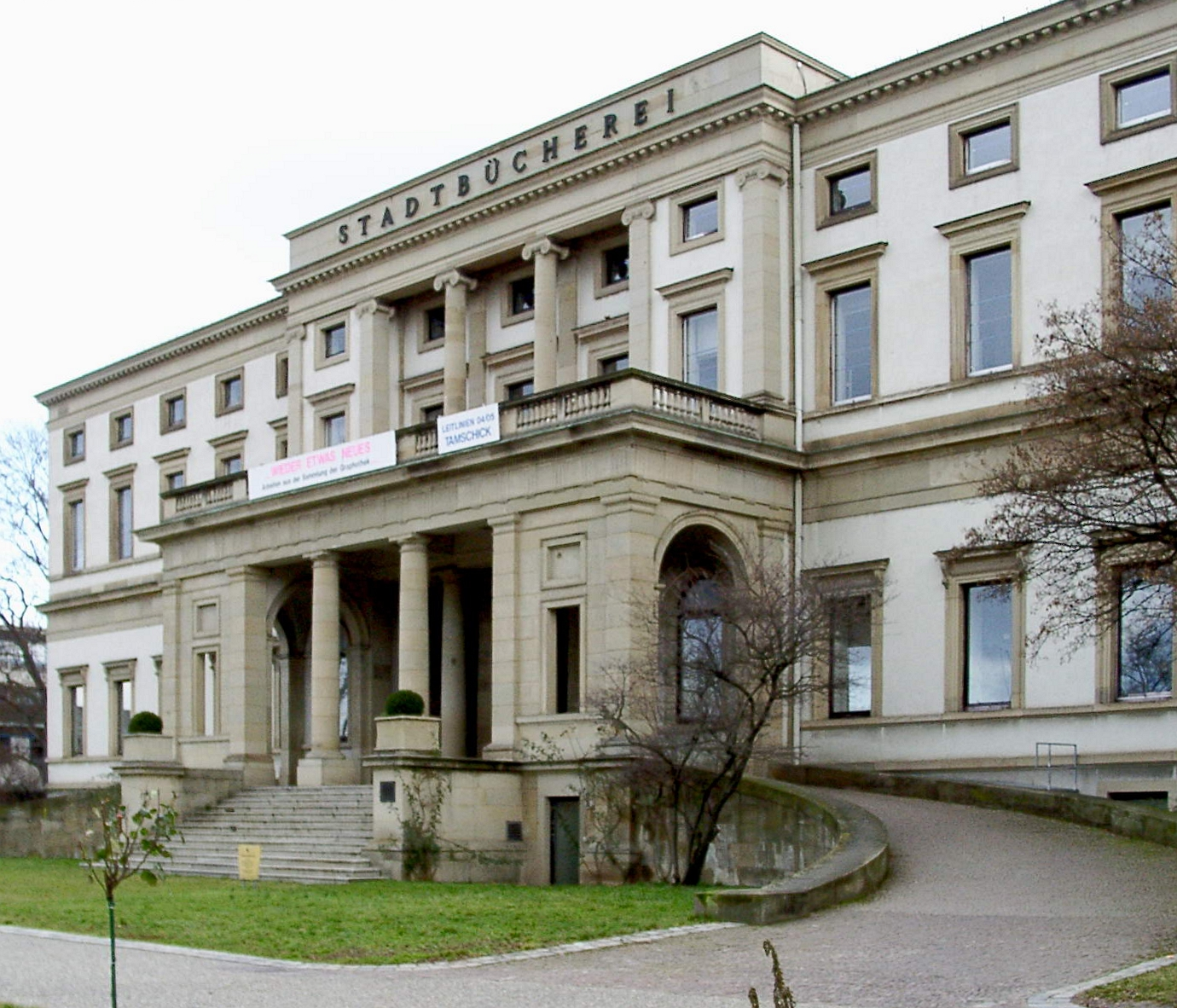
Het Wilhelmspalais vandaag de dag

Het Wilhelmspalais (Nederlands: Willemspaleis) is een voormalig paleis dat zich bevindt aan de Charlottenplatz in Stuttgart. 

## Geschiedenis
Het Willemspaleis is tussen 1834 en 1840 in classicistische stijl gebouwd in opdracht van koning Willem I van Württemberg. Deze heeft het paleis laten bouwen als woonhuis voor zijn oudste dochters Marie en de latere koningin der Nederlanden Sophie. 
Het was de residentie van de laatste koning van Württemberg, Willem II. Op 9 november 1918 bezette een groep demonstranten het paleis, waarna de koning Stuttgart verliet. Het gebouw werd nadien door de stad gebruikt voor tentoonstellingen. In de Tweede Wereldoorlog is het gebouw volledig vernield. 
Tussen 1961 en 1965 werd het Willemspaleis in moderne stijl herbouwd, waarna de stadsbibliotheek er gevestigd was. Voor het gebouw staat een standbeeld voor de laatste koning van Württemberg.

## Toekomstig gebruik
De stadsbibliotheek van Stuttgart is verhuisd naar een ander gebouw. Het Willemspaleis zal in gebruik worden genomen als stadsmuseum van Stuttgart.